# Juliana Sokolová
Juliana Sokolová, née le 19 juillet 1981 à Košice (en Slovaquie orientale, alors partie de la Tchécoslovaquie) est une philosophe et écrivaine slovaque.

## Biographie
Juliana Sokolová a passé une partie de son enfance à Misratah (Libye). Elle a fait des études de philosophie à l'Université d'York (Angleterre).
Sa thèse porte sur la phénoménologie d’Emmanuel Levinas (phénoménologie de la responsabilité).
Elle a vécu en 2005-2008 dans les Balkans, notamment au Kosovo et à Sarajevo. Elle a également vécu à Brighton, à Londres et à Berlin. En 2008, elle a reçu une bourse du Arts and Humanities Research Council du gouvernement britannique pour effectuer des recherches sur la problématique des images médiatiques de la souffrance au King's College de Londres.
Depuis 2010, elle est maître-assistant de philosophie de l'art au département de théorie et d'histoire de l'art de la faculté des beaux-arts de l'université de Košice (TUKE). Ses cours s'adressent notamment aux étudiants de design.
Ses recherches portent sur la philosophie grecque antique (notamment le cynisme), la théorie de l’architecture et du cinéma. Elle travaille également sur la question des langues et la mémoire collective dans l'espace urbain, en particulier à Košice.
En 2012, elle a été commissaire de l'exposition To není obraz, to je stín de Ján Durina (d). En 2013 elle a été commissaire de l'exposition Meet me in the middle by Juka Araikawa dans le cadre du programme K.A.I.R. Košice Artist in Residence.
Elle participe en 2013 au projet européen Mécanismes pour une entente dans le cadre duquel elle effectue en mai-juin une résidence à Cracovie.
Elle écrit en slovaque, en anglais et parfois en hongrois (langue maternelle de sa mère).